# 부천북고등학교
부천북고등학교(富川北高等學校)는 대한민국 경기도 부천시 원미구 도당동에 있는 공립 고등학교이다.

## 학교 연혁
- 1985년 12월 28일 : 부천북고등학교 보통과 30학급 설립 인가
- 1986년 3월 6일 : 제1회 입학식(남 292명, 여 290명 계 582명)
- 1986년 10월 24일 : 부천북고등학교 개교기념식
- 2014년 3월 1일 : 경기도교육청 혁신학교 준비교 지정
- 2017년 3월 1일 : 부천시 융합과학 교과중점교 운영
- 2019년 3월 1일 : 경기도교육청 국제화 교과중점교 운영
- 2021년 3월 2일 : 경기도교육청 『고교학점제 선도학교』 운영교 지정
- 2021년 3월 2일 : 경기도교육청 『국제화 교과중점학교』 거점교 운영
- 2023년 1월 3일 : 제35회 졸업식(남 118명, 여 104명 계 222명)
- 2023년 3월 1일 : 제13대 정필영 교장 취임
- 2024년 3월 4일 : 제39회 입학(남 120명, 여 108명 계 228명)

## 참고 자료
- 부천북고등학교 - 한국교육학술정보원 학교알리미